# Gottfried Stöhr
Gottfried Stöhr (* 21. September 1932 in Markneukirchen; † 20. Oktober 2016) war ein deutscher Porzellangestalter.

## Leben und Werk
Stöhr absolvierte von 1947 bis 1950 im VEB Präwema Markneukirchen, der u. a. Orden und Ehrenzeichen produzierte, eine Ausbildung zum Stahlgraveur. Er arbeitete dann dort in seinem Beruf, bis der Betrieb ihn 1952 zum Studium an die Fachschule für angewandte Kunst in Leipzig delegierte, wo er 1956 das Diplom als Bildhauer erwarb. Seine Lehrer in der Fachklasse Plastik waren Alfred Thiele und Hellmuth Chemnitz. Stöhr arbeitete dann im VEB Wallendorfer Porzellanfabrik als Plastiker und Formgestalter, vor allem auch zusammen mit dem Dekorgestalter Gerhard Nussmann (* 1943).
Von 1960 bis 1965 studierte Stöhr extern an der Ingenieurschule für Keramik in Hermsdorf mit dem Abschluss als Ingenieur der feinkeramischen Industrie. Ab 1975 war er Abteilungsleiter der zentralen Gestaltung des durch Zusammenlegung von mehreren Porzellanfabriken neu entstandenen  VEB Vereinigte Zierporzellanwerke Lichte.
Stöhr war von 1968 bis 1990 Mitglied des Verbands Bildender Künstler der DDR und dort einige Jahre in der Leitung der Sektion Industrieformgestaltung/Kunsthandwerk. Er nahm an internationalen Ausstellungen in Bulgarien, in der CSSR, in Indien, Italien und Ungarn teil und erhielt u. a. 1965 ein Diplom und 1968 eine Ehrenurkunde der Biennale Internazionale Della Ceramica D´Arte Contemporanea (Internationale Biennale für zeitgenössische Keramik) in Faenza. Für seine Zierserien Filigran und Thüringer Tradition erhielt er Goldmedaillen für hervorragende Qualität der Leipziger Messe.
Nach dem Ende der DDR war Stöhr bis zum Eintritt in die Rente 1996 Chefdesigner der wieder eigenständigen Wallendorfer Porzellanmanufaktur. Er lebte in Lichte.

## Werkbeispiele
- Vase, Form 2126 (Entwurf 1957; Produktion durch VEB Schaubach Kunst, Lichte-Wallendorf)[1]
- Bodenvase, Form 2195/WR (Entwurf 1965; Produktion durch VEB Wallendorfer Porzellanfabrik)[2]

## Ausstellungen (unvollständig)

### Teilnahme an zentralen und wichtigen regionalen Ausstellungen in der DDR
- 1971, 1975, 1978 und 1984: Suhl, Bezirkskunstausstellungen
- 1977: Leipzig, Messehaus am Markt („Kunst und Sport“)
- 1977/1978: Dresden, VIII. Kunstausstellung der DDR

### Einzelausstellung seit der deutschen Wiedervereinigung
- 2022: Eisfeld, Schlossmuseum („Die Wallendorfer Porzellane von Gottfried Stöhr“)